# 公園通り (曲)
「公園通り」（こうえんどおり）は、ゆずの配信限定シングル。2018年5月29日にセーニャ・アンド・カンパニーから配信。

## 概要
「うたエール」以来3ヶ月ぶりの配信シングル。
有村架純出演の伊藤園「お〜いお茶」CMソング。お〜いお茶のCMソングは「愛こそ」、「春一番」（キャンディーズのカバー曲）に続き、3曲目となる。
「YUZU ARENA TOUR 2018 BIG YELL」の5月30日大阪城ホール公演以降の各公演では、「公園通り」を収録した「BIG YELLライブ会場限定盤CD」が、付属のオリジナルステッカーの絵柄が異なる「ゆ盤」「ず盤」の2種類で販売された。ライブ会場限定盤であるため一般のCDショップなどでは流通しないが、発売時に既に同ツアーの公演を終えていた名古屋ではHMV栄店、豪雨で同ツアーの公演が中止となった広島ではタワーレコード広島店で期間限定で販売された。
配信日の2018年5月29日付のオリコンデイリーデジタルシングルランキングでは自身初のデイリー1位を獲得。

## 収録曲
1. 公園通り
作詩・作曲 : 北川悠仁[5]
伊藤園「お〜いお茶」CMソング
5月23日のCMオンエアに先駆けて、5月16日にゆずと伊藤園それぞれの公式LINEアカウントで先行公開された[6]。
楽曲タイトルは、それまで横浜市の伊勢佐木町で路上ライブを行っていたゆずが、初となる有料ワンマンライブを1998年3月3日に開催した渋谷公園通り劇場がかつて存在していた渋谷公園通りに由来する[1][7]。
アートワークは、上述の渋谷公園通り劇場でのワンマンライブ当時の記憶に強く紐付いていることから、デビュー当時からのゆずのマスコットキャラクターの「ゆずマン」と新キャラクターのゆずネコ「あくびちゃん」が登場し、公園通りにいるゆずマンを優しく見守るゆずの2人、というミニアルバム『ゆずマン』のジャケット写真をオマージュした構図となっている[1]。今作リリース決定後、北川がゆずマンのLINEスタンプを描き下ろし、5月30日からクリエイターズスタンプとして発売した[8]。
MVも渋谷公園通りで撮影され、5月上旬の早朝の渋谷でゆずは公園通り沿いを何度も往復しながら撮影を重ねた。“来週は ついに御茶ノ水まで アコギを買いに行くんだ”という歌詞にちなみ、北川はデビュー前にアルバイト代で購入したギター、岩沢厚治も当時使用していたギターを使用。終盤には1998年5月30日に行われた渋谷公園通り劇場でのライブ映像も使用されており、過去と現在が交差したMVとなっている。発売翌日5月30日の「YUZU ARENA TOUR 2018 BIG YELL」大阪城ホール公演内で初公開された。